# Abejorral
Abejorral – miasto w Kolumbii, w departamencie Antioquia.